# Баклан намібійський
Баклан намібійський (Phalacrocorax coronatus) — вид сулоподібних птахів родини бакланових (Phalacrocoracidae).

## Поширення
Він є ендеміком Південно-Африканської республіки. Вид поширений від Мису Голковий на північ до Свакопмунда уздовж узбережжя південної частини Африки. Популяція виду становить 2500—2900 гніздових пар. Гніздиться в невеликих групах до 150 особин у колонії.

## Опис
Невеликого розміру баклан, чорного забарвлення. Завдовжки 50-55 см. Дорослі мають на голові чітко виражений чубчик. Гола ділянка шкіри на обличчі відсутня. Молодь коричневого забарвлення без чубчика на голові.

## Спосіб життя
Вид живиться рибою і безхребетними, що повільно пересуваються, і яких він ловить в дрібних прибережних водах і серед водоростей. Птах будує гніздо з водоростей, гілок, кісток і водоростей. Гніздо, як правило, будується на височині, такій як каміння, дерева або штучні споруди, але може бути побудоване і на землі.